# Џефри Кумс
Џефри Алан Кумс (енгл. Jeffrey Alan Combs; Окснарду, 9. септембра 1954) јесте амерички глумац. Најпознатији је по улогама у бројним хорор филмовима, међу којима се издваја улога др Херберта Веста у филму Реаниматор (1985). У исту улогу Кумс се вратио и у два наставка. Неки од хорора у којима се касније појављивао су: Из друге димензије (1985), Јама и клатно (1990), Некрономикон (1993), Ко се боји духа још? (1996), Још увек знам шта сте радили прошлог лета (1998) и Кућа на уклетом брду (1999).
Осим хорора, познат је и по улогама у серијалу Звездане стазе и DC-јевом анимираном универзуму. Два пута је био номинован за Награду Сатурн за најбољег споредног глумца. Године 1991. примљен је у Фангоријину хорор кућу славних. 

## Филмографија
| Улоге Џефрија Кумса |                                           |               |                                |              |
| Година              | Српски назив                              | Изворни назив | Улога                          | Напомена     |
| 1983.               | Човек са два мозга                        |               | др Џонс                        |              |
| 1985.               | Реаниматор                                |               | Херберт Вест                   |              |
| 1986.               | Из друге димензије                        |               | Крофорд Тилингхаст             |              |
| 1989.               | Реаниматорова невеста                     |               | Херберт Вест                   |              |
| 1990.               | Јама и клатно                             |               | инквизитор Франциско           |              |
| 1993.               | Тврђава                                   |               | Ди Деј                         |              |
| 1993.               | Некрономикон                              |               | Хауард Филипс Лавкрафт         |              |
| 1996.               | Ко се боји духа још?                      |               | специјални агент Милтон Дамерс |              |
| 1998.               | Још увек знам шта сте радили прошлог лета |               | господин Брукс                 |              |
| 1999.               | Кућа на уклетом брду                      |               | др Ричард Бенџамин Ванакут     |              |
| 2003.               | Изван Реаниматора                         |               | Херберт Вест                   |              |
| 2007.               | Повратак у кућу на уклетом брду           |               | др Ричард Бенџамин Ванакут     |              |
| 2019.               | У потрази за тамом                        |               | самог себе                     | документарац |